# Мотта-Санта-Лучія
Мотта-Санта-Лучія (італ. Motta Santa Lucia, сиц. Motta Santa Lucìa) — муніципалітет в Італії, у регіоні Калабрія,  провінція Катандзаро.
Мотта-Санта-Лучія розташована на відстані близько 450 км на південний схід від Рима, 35 км на північний захід від Катандзаро.
Населення — 858 осіб (2014).
Щорічний фестиваль відбувається 13 грудня. Покровитель — Santa Lucia.

## Демографія
Населення за роками:

Станом на 1 січня 2023 року в муніципалітеті офіційно проживало 60 іноземців з 8 країн, серед них 28 громадян країн Євросоюзу та 8 громадян України.

## Сусідні муніципалітети
- Альтілія
- Конфленті
- Деколлатура
- Мартірано
- Педівільяно